# SK Sparta Krč

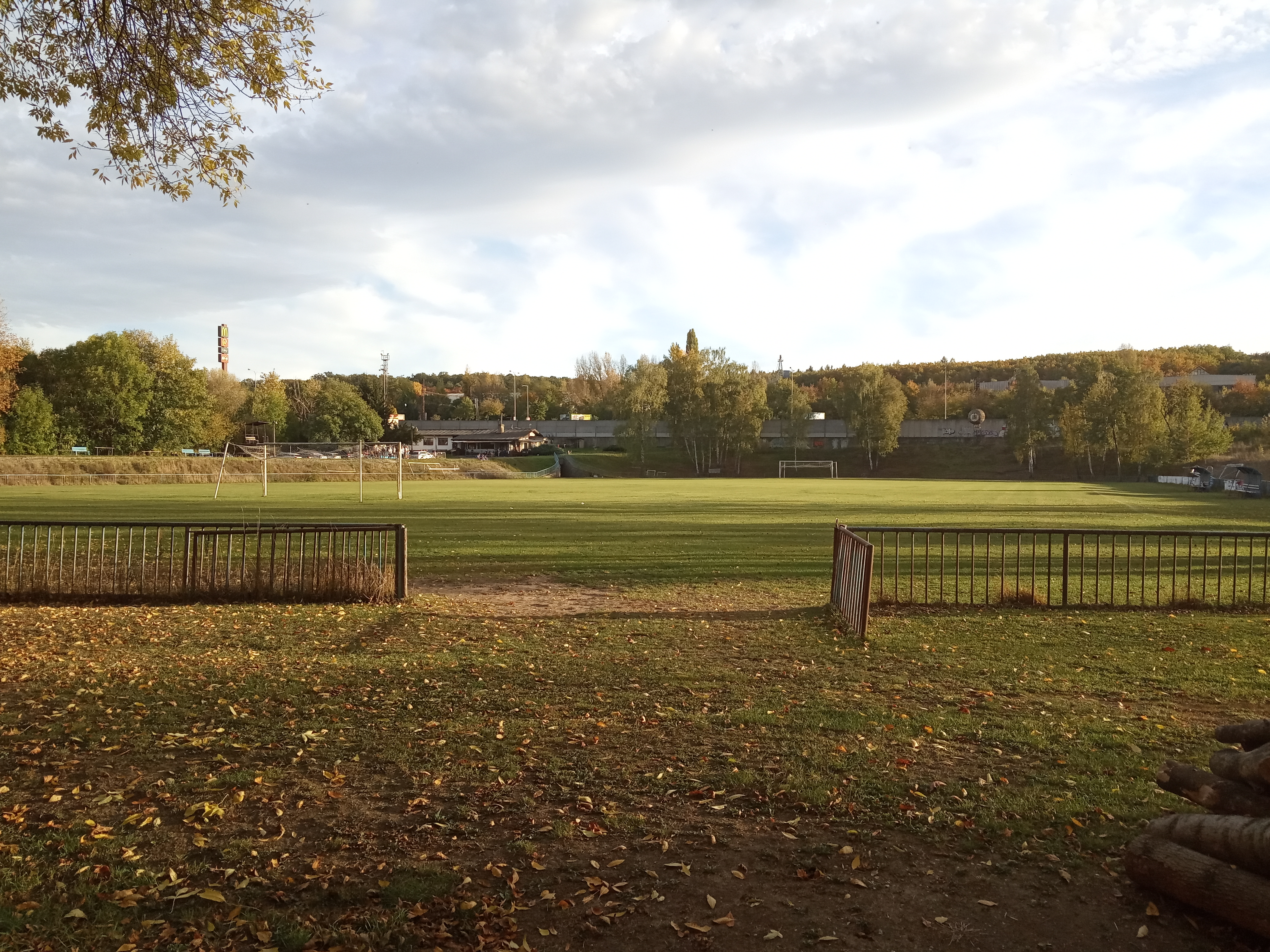
Fotbalové hřiště v Krči

SK Sparta Krč byl pražský fotbalový klub z Krče, který hrál do sezony 2019/2020 Pražskou II. třídu (8. nejvyšší soutěž).

## Historie
V roce 1910 se v Krči začal hrát fotbal pod názvem RH Krč, z té doby neexistují písemné záznamy. Sportovní činnost pak přerušila válka, a tak první písemné záznamy pocházejí z roku 1919, kdy byl založen klub Sparta Krč. Ten se v témže roce přihlásil do soutěží organizovaných Středočeskou fotbalovou župou a byl zařazen do nejnižší, tedy IV. třídy. Předsedou oddílu byl Josef Voděsil. V roce 1923 se klub přejmenoval na RH Praha XIV, o 4 roky později na AFK Sparta Praha XIV, v témže roce přišel první postup do III. třídy a v následujícím roce přejmenování na AFK Sparta Krč. O další rok později Krč postoupila do II. třídy a za další rok do I. A třídy, nejvyšší soutěže organizované středočeskou župou. Po válce, v roce 1945, se klub přejmenoval na Sokol Krč. Od roku 1950 vystupoval jako ZSJ Ústředí, v roce 1953 v rámci velkých sportovních reorganizací přišlo sloučení s Jiskrou Michle do TJ Montáže Krč. Název Montáže vydržel s obměnami (1957 – TJ Jiskra Montáže Praha, 1961 – TJ Montáže Praha) až do roku 1992. V letech 1951–60 hrála Krč českou divizi. Do počátku 60. se také datuje přátelské utkání, na které dodnes pamětníci vzpomínají, a sice Montáže-Dukla Praha 0:17, v němž slavný tým z Julisky nastoupil se všemi hvězdami, jimiž byli Masopust, Novák, Pluskal, Kučera, Jelínek, Borovička, Brumovský, Vacenovský, Čadek aj.
Trenérem Montáží počátkem 60. let byl i veleslavný internacionál František Plánička, jemuž u A-týmu asistoval Vojtěch Hindls. V následujících 10 letech ale následoval sestup až do I. B třídy, odkud se podařil návrat do Pražského přeboru až v roce 1977. V 80. letech se pohybovala Krč na úrovni Pražského přeboru a divize. V roce 1990 přišel historicky první postup do třetí nejvyšší soutěže (tehdejší II. ČNL). V roce 1992 se klub vrátil k tradičnímu názvu FC Sparta BB Krč. V roce 1995 se pak přejmenoval na dnešní název SK Sparta Krč. Od roku 1993 hrála Krč s výjimkou sezón 1995/96, 2004/05, kdy sestoupila na rok do divize, pravidelně ČFL. V roce 2007, kdy obsadila 2. místo v ČFL, pak dodatečně nahradila Blšany, které nedostaly potřebnou licenci, ve 2. lize, a dosáhla tak historického úspěchu.
K nejznámějším dlouholetým funkcionářům v historii Sparty Krč patřili především František Šafrhans, František Hromada, Vojtěch Hindls, Vlastimil Chládek, Antonín Šimíček a zejména dlouholetý fotbalový funkcionář a krčský srdcař Zdeněk Vokatý.

## Současnost
Po sestupu z 2. fotbalové ligy odešli z klubu zkušení hráči jako např. Aleš Pikl, Michal Šilhavý, Evandro Adauto da Silva, Jan Flachbart nebo "bouřlivák" Zdeněk Houštecký. Sparta Krč byl posléze tým bez větších hvězd, ale její výsledky vyplývaly z kolektivního výkonu. K oporám mužstva patřili záložník Marian Viskup, Tomáš Kounovský a Michal Švejda.
Sezóna 2008/2009 se stala osudnou. Z finančních důvodů, ke kterým přispěla i ekonomická krize, skončil klub v ČFL, hráči se rozprodali a Sparta Krč tak mohla hrát jen nejvyšší pražskou soutěž – Pražský přebor. V následujícím roce, v podzimní části Pražského přeboru, ale Sparta Krč nezískala ani jediný bod a i přes mohutný jarní finiš už Pražský přebor nezachránila. Následoval pád do 1.A třídy a i zde Sparta Krč bojovala jen o záchranu. V další sezóně 2012-2013 však dokázala zkonsolidovat své řady, pod trenérem Petrem Šplíchalem stabilizovala tým, složený z valné části z vlastních dorostenců, a po podzimu obsadila vedoucí příčku 1.A třídy, skupiny B. V jarní části soutěže však herně opět propadla, brzy ztratila vedoucí postavení a tím i naději na postup do Pražského přeboru. To znamenalo, že i v následujících sezónách hrála Sparta Krč hrát nízkou soutěž. V sezóně 2015/2016 skončila Sparta Krč na 3. místě ve III. třídě, skupině B. V sezóně 2016/2017 Sparta Krč skončila na 7. místě II. třídy skupiny C.
V sezóně 2017/2018 Sparta Krč vyhrála A skupinu III. třídy. Byla to také poslední sezóna, kdy tým mohl hrát na svém domovském hřišti Branická 220, Praha 4 a mohl tak nést fotbalový odkaz řady generací hráčů, trenérů a fanoušků, kteří mohli hrát a fandit na hřišti u Jižní spojky, s typicky nezaměnitelnou časomírou ve tvaru fotbalového míče.
Od sezóny 2018/2019 hrál tým Sparta Krč svoje zápasy na hřišti Slavoj Vyšehrad. V sezóně 2018/19 skončila Sparta Krč na 7. místě v Pražské II. třídě skupina A.
V sezóně 2019/2020 byl tým Sparta Krč po podzimní části pražské 2A třídy na průběžném 9 místě. Na jaře 2020 byly soutěže FAČR z důvodu epidemiologické situace Covid zrušeny.
V sezóně 2019/2020 měl tým Sparta Krč pouze jeden tým mužů ve složení 19 hráčů, kdy řada hráčů tohoto týmu ve svých žákovských letech hráli za tento klub. Klub v tu dobu nebyl právně řízen, neměl oficiální vedení a celý chod klubu, organizaci zápasů si řídili aktivní hráči. Klub směřoval ke svému zániku nepřihlášením týmu do dalšího ročníku soutěží FAČR.
Po konzultaci s původním vedením klubu se tak aktivní hráči rozhodli více než stoletou tradici klubu neukončit a založili tak nástupnický klub Sparta Krč 1910 z.s., který se hrdě hlásí k tradici a odkazu původního klubu Sparty Krč.
Díky této administrativní záležitosti musel klub zahájit nový ročník 2020/2021 v nejnižší pražské soutěži III třídy, skupiny B, kde obsadil 4. místo a současně z organizačních a finančních důvodů změnil svoje domácí hřiště, kde hraje do současnosti na adrese Děkanská vinice I 987/5.
Od roku 2020 je předsedou klubu Marek Dastych a místopředsedou Michal Voith. V danou dobu stále aktivní hráči se spolu s ostatními hráči týmu snaží udržet každý rok tým pohromadě, aby se mohl přihlásit do soutěží FAČR.
Věk aktivních hráčů se neustále zvyšuje a bohužel se blíží doba, kdy už se klub nepřihlásí do soutěží FAČR a dojde tak k zániku klubu. Vedení klubu tak neustále hledá pokračovatele, který klub převezme organizačně a udrží tradici toho tradičního pražského klubu, kterým prošlo tisíce hráčů a píše svoji více než stodesetiletou historii (leden 2024).